# Dínatos
Dínatos (em grego medieval: δυνατοί; romaniz.: dynatoí; lit. "os poderosos") era um termo legal no Império Bizantino usado a partir do século X, denotando altos níveis do oficialato civil, militar e eclesiástico (incluindo monástico), que geralmente, mas nem sempre, deteve fortunas consideráveis e propriedades fundiárias. Apesar das posições comumente não serem hereditárias, no final do século X e início do XI, começaram a ser monopolizados por limitado número de famílias que, em meados do século XI, formaram uma aristocracia hereditária. Embora a composição exata da classe tenha sido objeto de considerável debate acadêmico (cf. Lemerle), em termos econômicos, abrangeu os ricos proprietários da terra, em oposição aos proprietários medianos e pequenos, os penetes (πένητες).
Os primeiros eram geralmente membros de famílias militares, que tinham sido capazes de usar sua influência para conquistar as extensas terras que haviam sido abandonadas, especialmente na Ásia Menor, como resultado das invasões dos séculos VII e VIII.[carece de fontes?] À medida que a posição militar do império se recuperava a partir do século IX, essas terras se tornaram lucrativas novamente, e as principais famílias de magnatas da província começaram a aparecer. Entre os principais exemplos estão os Focas e os Maleíno, que quase monopolizaram os altos cargos administrativos e militares na Ásia Menor no início e em meados do século X. Os dínatos foram capazes de usar sua força política e financeira para se enriquecer às custas dos penetes, que até então formaram o principal pilar da sociedade e economia bizantinas.
Consequentemente, vários imperadores de Romano I (r. 920–944) a Basílio II (r. 976–1025) promulgaram legislação agrária para combater as atividades dos dínatos e para impedir a aquisição dos estrateia, as terras militares alocadas à manutenção dos exércitos temáticos. Basílio, em particular, demonstrou o cuidado de controlar os dínatos através da imposição do imposto de alelêngio ("garantia mútua"), tornando-os sujeitos a pagar os impostos de seus vizinhos mais pobres. Os esforços falharam devido a ascensão da aristocracia provincial, representada pela dinastia Comneno: no século XII, grandes latifúndios se espalharam pelo campo às custas de comunidades menores. A influência dos dínatos atingiu seu apogeu sob a dinastia Paleólogo (1261–1453) e foi marcada por um declínio concomitante da autoridade do governo central do Estado.